# Zelindopsis bicincta
Zelindopsis bicincta là một loài ruồi trong họ Tachinidae.